# Park Miejski im. Powstańców Wielkopolskich 1918–1919 w Śremie
Park Miejski im. Powstańców Wielkopolskich 1918–1919 w Śremie – największy i najstarszy park miejski w Śremie znajdujący się pomiędzy ulicą Poznańską a ul. Parkową; na jego terenie znajduje się stadion miejski. Obszar parku to ok. 46 ha. W starszej części parku znajdują się głównie drzewa liściaste, sosny występują w okolicy wałów przeciwpowodziowych. Park jest siedliskiem m.in. wiewiórek, zajęcy i saren.

## Historia parku
Park założono 14 kwietnia 1888 roku, kiedy to Towarzystwo ku Upiększania Miasta (dzisiejsze Towarzystwo Miłośników Ziemi Śremskiej) zakupiło dwumorgowy plac przy szosie na Poznań, z przeznaczeniem na plac zabaw dla dzieci. Podmokłe tereny przyszłego parku zostały przykryte warstwą gliny, a potem czarnoziemu. Wytyczono ścieżki, klomby i trawniki, posadzono również kasztanowce i krzewy ozdobne, oraz ustawiono ławki; powstał Ogród Jordanowski - zalążek obecnego 48ha parku. 
Od 1893 roku prezesem Towarzystwa był ks. Piotr Wawrzyniak, który przyczynił się do rozwoju parku. Odchodząc do Mogilna zostawił 200 marek na rozbudowę parku, który marzył mu się jako obszar „od mostu do mostu”. Największy rozwój parku przypada na rok 1926, kiedy pod kierunkiem Sylwestra Szczepskiego nasadzono 5000 sosen, 500 robinii akacjowych i 200 olch.
Podczas II wojny światowej „Stadpark”, jak nazywali go Niemcy, uległ znacznej dewastacji przez bombardowania oraz bezkarną wycinkę drzewostanu przez Wehrmacht. Polakom zakazano wstępu do parku. Po wojennej zawierusze park odzyskał swój dawny blask w latach 1966-1975. Wtedy to z inicjatywy Mariana Dominiczaka park odzyskał dawną świetność, był rozbudowywany i powiększany, założono między innymi zwierzyniec.
Od roku 2004 istnieje ścieżka dydaktyczna historyczno-przyrodnicza prowadząca do ważniejszych miejsc w parku. W czasach współczesnych TMZŚ nadal dba o park i jego rozwój oraz popularyzuje jako miejsce spędzania wolnego czasu. W Parku działa Parkowy Patrol Rowerowy, który we współpracy z Policją i Strażą Miejską dba o porządek publiczny.

## Miejsca pamięci w parku[3]
- pomnik Dobosza
- pomnik Żołnierza Polskiego
- kamień 750-lecia Śremu
- Głaz Twórców Parku
- skwer ks. Piotra Wawrzyniaka
- Aleja Przyjaźni - upamiętniająca wspólne spotkania harcerzy z wielu europejskich krajów
- Dąb Piotr - ku pamięci ks. Piotra Wawrzyniaka
- kopiec Reymonta
- Dąb Jana Pawła II
- Dąb Janusza Waligóry
- Dąb Piotra Wachowiaka
- Polana Szafrańskiego
- Polana Międzynarodowej Współpracy
- Dąb 120-lecia Towarzystwa Miłośników Ziemi Śremskiej
- Dąb 60-lecia Biblioteki Publicznej im. Heliodora Święcickiego w Śremie
- Dąb Polskiego Stowarzyszenia Diabetyków
- pomnik przyrody Wiąz szypułkowy - o obwodzie pnia 350 cm